# Флавий Еводий
Флавий Еводий (на латински: Flavius Euodius; Eubodius) е политик на Римската империя през 4 век.
Еводий е преториански префект на Галия по времето на узурпатора Магн Максим през 385 – 386 г. През 386 г. той става консул заедно с император Флавий Хонорий, син на Теодосий I.